# Puerto Plata (prowincja)
Puerto Plata – jedna z 32 prowincji Dominikany. Stolicą prowincji jest miasto Puerto Plata.

## Opis
Prowincja położona na północy Dominikany, zajmuje powierzchnię 1 806 km² i liczy 321 597 mieszkańców 1 grudnia 2010.

## Gminy
| Lp.     | Gmina                                     | Liczba ludności (2010) | Powierzchnia (km²) |
| ------- | ----------------------------------------- | ---------------------- | ------------------ |
| 1       | Altamira                                  | 18 868                 | 177                |
| 2       | Guananico                                 | 6 333                  | 60                 |
| 3       | Imbert                                    | 22 058                 | 161                |
| 4       | Los Hidalgos                              | 12 639                 | 98                 |
| 5       | Luperón                                   | 16 464                 | 256                |
| 6       | Puerto Plata (San Felipe de Puerto Plata) | 158 756                | 503                |
| 7       | Sosúa                                     | 49 593                 | 268                |
| 8       | Villa Isabela                             | 17 169                 | 212                |
| 9       | Villa Montellano                          | 19 717                 | 72                 |
| Łącznie |                                           | 321 597                | 1 806              |